# Ebrāhim Schah Afschār

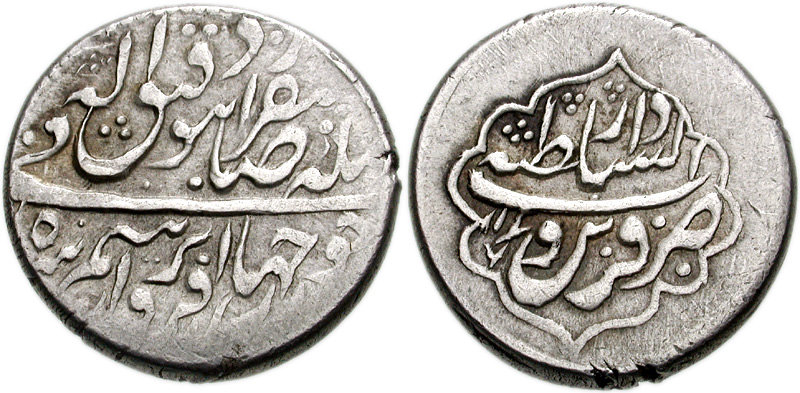
Unter dem Schah Ebrahim Afschar geprägte Münzen

Ebrahim Schah Afschar (persisch ابراهیم‌شاه Ebrāhim Schāh, arabisch إبراهيم شاه الأفشاري Ibrahim Schah al-Afschari; gestorben 1749) war ein Schah von Persien aus der Dynastie der Afschariden und herrschte nur für kurze Zeit von 1748 bis 1749.

## Leben
Mit eigentlichem Namen hieß er Mohammad Ali und war der zweite Sohn des Ebrāhim Chan und Neffe des Nadir Schah. Als sein Vater während eines Feldzuges 1739 starb, nahm Mohammad Ali dessen Namen an und hieß seit dem Ebrāhim Beg. Ebrāhim war Sardar (Befehlshaber) von Aserbaidschan und verteidigte das Reich gegen die safawidischen Thronanwärter aus Ardabil. Nach dem Tod seines Onkels Nadir Schah wurde sein Bruder Adil Schah in Maschhad 1747 zum neuen Schah ausgerufen. Ebrāhim blieb in Isfahan und kontrollierte die westlichen Gebiete. Aber mit der Zeit wurde Ebrāhim von seinem Bruder damit verdächtigt, dass er sich den Thron bemächtigen wolle. Ebrāhīm lehnte sich später gegen seinen Bruder auf und rechnete mit der Hilfe seines Cousins Amir Aslan Chan und dessen Truppen.
Ebrāhim konnte Adil Schah in einer Schlacht im Juni 1748 besiegen und ließ diesen blenden. Danach besiegte er Amir Aslan Khan, weil dieser offensichtlich keine Hilfe geleistet hatte, und tötete ihn. Ebrāhim besetzte Täbris und ließ sich am 8. Dezember 1748 zum Schah ernennen. Doch zwei Monate vorher wurde mit dem Enkel Nadir Schahs Schah-Ruch ein Gegenkönig in Maschhad aufgestellt. Mitte 1749 zog Ebrāhim gegen seinen neuen Gegner los, doch seine Armee brach in der Nähe von Semnan wegen interner Konflikte auseinander. So floh er nach Ghom, wo er nicht aufgenommen wurde. Als ihn noch seine letzten Soldaten verließen, wurde er Schah Ruch ausgeliefert. Dieser ließ ihn blenden und nach Maschhad bringen. Ebrāhim verstarb unterwegs.